# Angelika Rösch
| Posities op de WTA-ranglijst Positie per einde seizoen: \| jaar \| rang enkelspel \| rang dubbelspel \| \| ---- \| -------------- \| --------------- \| \| 1995 \| 536 \| – \| \| 1996 \| 455 \| 759 \| \| 1997 \| 461 \| 520 \| \| 1998 \| 260 \| 273 \| \| 1999 \| 220 \| 326 \| \| 2000 \| 216 \| 202 \| \| 2001 \| 147 \| 245 \| \| 2002 \| 80 \| 127 \| \| 2003 \| 210 \| 132 \| \| 2004 \| 235 \| 165 \| \| 2005 \| 352 \| 505 \| \| 2006 \| 359 \| 389 \| \| 2007 \| 207 \| 346 \| \| 2008 \| 327 \| – \| \| 2009 \| 440 \| – \| |                |                 |
| jaar | rang enkelspel | rang dubbelspel |
| 1995 | 536            | –               |
| 1996 | 455            | 759             |
| 1997 | 461            | 520             |
| 1998 | 260            | 273             |
| 1999 | 220            | 326             |
| 2000 | 216            | 202             |
| 2001 | 147            | 245             |
| 2002 | 80             | 127             |
| 2003 | 210            | 132             |
| 2004 | 235            | 165             |
| 2005 | 352            | 505             |
| 2006 | 359            | 389             |
| 2007 | 207            | 346             |
| 2008 | 327            | –               |
| 2009 | 440            | –               |

Angelika Rösch (Berlijn, 8 juni 1977) is een voormalig tennisspeelster uit Duitsland. Rösch begon met tennis toen zij zeven jaar oud was. Haar favoriete ondergrond is gravel. Zij is van nature linkshandig maar speelt rechtshandig en heeft een tweehandige backhand. Zij was actief in het proftennis van 1996 tot en met 2010.

## Loopbaan

### Enkelspel
Rösch debuteerde in 1995 op het ITF-toernooi van Wahlscheid (Duitsland) – zij bereikte er meteen de halve finale. Zij stond later dat jaar voor het eerst in een finale, op het ITF-toernooi van São Paulo (Brazilië) – hier veroverde zij haar eerste titel, door de Duitse Sabine Haas te verslaan. In totaal won zij vijf ITF-titels, de laatste in 2008 in Lecce (Italië).
In 2002 speelde Rösch voor het eerst op een WTA-hoofdtoernooi, op het toernooi van Hobart. In dat jaar had zij ook haar grandslamdebuut op Wimbledon – in 2003 speelde zij op alle grandslamtoernooien, maar zij kwam nooit voorbij de eerste ronde. Haar beste resultaat op de WTA-toernooien is het bereiken van de kwartfinale, eenmaal in Québec in 2002 en andermaal in Hobart in 2003.
Haar hoogste notering op de WTA-ranglijst is de 69e plaats, die zij bereikte in februari 2003.

### Dubbelspel
Rösch was in het dubbelspel minder actief dan in het enkelspel. Zij debuteerde in 1995 op het ITF-toernooi van Wahlscheid (Duitsland), samen met de Oekraïense Tanja Tsiganii – zij bereikten er meteen de finale – zij verloren van het Tsjechische duo Sylva Nesvadbová en Milena Nekvapilová. In 2000 veroverde Rösch haar eerste titel, op het ITF-toernooi van Hechingen (Duitsland), samen met de Braziliaanse Miriam D'Agostini, door het Zuid-Afrikaanse duo Natalie Grandin en Nicole Rencken te verslaan. In totaal won zij zes ITF-titels, de laatste in 2006 in Fuerteventura (Spanje).
In 1997 speelde Rösch voor het eerst op een WTA-hoofdtoernooi, op het toernooi van Hannover, samen met landgenote Jasmin Wöhr. Zij stond in 2002 voor de eerste, en enige, keer in een WTA-finale, op het toernooi van Palermo, samen met de Bulgaarse Ljoebomira Batsjeva – zij verloren van het Russische koppel Jevgenia Koelikovskaja en Jekaterina Sysojeva.
Haar hoogste notering op de WTA-ranglijst is de 107e plaats, die zij bereikte in maart 2003.

### Na de internationale loopbaan
Nadat zij 35 jaar was geworden, in juni 2012, richtte Rösch zich op ITF-toernooien in de seniorencategorie 35+. Tweemaal – in 2014 en 2015 – won zij de wereldtitel in die categorie. In zes opeenvolgende jaren (2013–2018) werd zij tevens Europees kampioen 35+. In maart 2019, in Karlsruhe, werd zij kampioen 'jongsenioren' van de Duitse tennisbond.
Sinds 2019 is zij tennistrainer in Oberkirch-Mösbach en in Oberweier, beide in de Duitse deelstaat Baden-Württemberg.

## Palmares
| Legenda                |
| ---------------------- |
| Grandslamtoernooi      |
| Olympische Spelen      |
| Year-End Championships |
| Tier I                 |
| Tier II                |
| Tier III               |
| Tier IV & V            |

### WTA-finaleplaatsen enkelspel
geen

### WTA-finaleplaatsen vrouwendubbelspel
| nr.              | finale     | toernooi    | ondergrond | partner             | tegenstandsters                            | score    |         |
| ---------------- | ---------- | ----------- | ---------- | ------------------- | ------------------------------------------ | -------- | ------- |
| gewonnen finales |            |             |            |                     |                                            |          |         |
| geen             |            |             |            |                     |                                            |          |         |
| verloren finales |            |             |            |                     |                                            |          |         |
| 1.               | 2002-07-14 | WTA Palermo | gravel     | Ljoebomira Batsjeva | Jevgenia Koelikovskaja Jekaterina Sysojeva | 4-6, 3-6 | details |

### Gewonnen ITF-toernooien enkelspel
| nr. | finale     | toernooi  | dotatie | ondergrond | tegenstandster in finale | score         |
| --- | ---------- | --------- | ------- | ---------- | ------------------------ | ------------- |
| 1.  | 1995-12-03 | São Paulo | $10.000 | hardcourt  | Sabine Haas              | 6-1, 5-7, 6-2 |
| 2.  | 1998-09-06 | Hechingen | $10.000 | gravel     | Olga Vymetálková         | 6-4, 5-7, 7-5 |
| 3.  | 2001-09-30 | Verona    | $25.000 | gravel     | Zuzana Kučová            | 6-4, 6-0      |
| 4.  | 2007-04-21 | Bari      | $25.000 | gravel     | Giulia Gabba             | 6-4, 6-7, 7-5 |
| 5.  | 2008-09-28 | Lecce     | $25.000 | gravel     | Mervana Jugić-Salkić     | 6-2, 6-7, 7-5 |

### Gewonnen ITF-toernooien dubbelspel
| nr. | finale     | toernooi            | dotatie | ondergrond | partner              | tegenstandsters in finale               | score         |
| --- | ---------- | ------------------- | ------- | ---------- | -------------------- | --------------------------------------- | ------------- |
| 1.  | 2000-08-13 | Hechingen           | $25.000 | gravel     | Miriam D'Agostini    | Natalie Grandin Nicole Rencken          | 7-6, 6-2      |
| 2.  | 2000-08-26 | Maribor             | $25.000 | gravel     | Jasmin Wöhr          | Vanesa Krauth Aliénor Tricerri          | 6-4, 4-6, 7-6 |
| 3.  | 2001-09-22 | Lecce               | $25.000 | gravel     | Mariam Ramón Climent | Andreea Ehritt-Vanc Maria Paola Zavagli | 7-6, 7-6      |
| 4.  | 2003-07-06 | Stuttgart-Vaihingen | $25.000 | gravel     | Antonia Matic        | Maria Geznenge Dragana Zarić            | 6-1, 7-6      |
| 5.  | 2004-10-16 | Joué-lès-Tours      | $25.000 | tapijt (i) | Květa Peschke        | Stéphanie Cohen-Aloro Selima Sfar       | walk-over     |
| 6.  | 2006-03-17 | Fuerteventura       | $25.000 | hardcourt  | Joelija Bejhelzymer  | Angelika Bachmann Kristina Barrois      | 6-3, 6-7, 6-4 |

## Resultaten grandslamtoernooien
| Legenda | Legenda                          |
| ------- | -------------------------------- |
| g.t.    | geen toernooi gehouden           |
| l.c.    | lagere categorie                 |
| –       | niet deelgenomen                 |
| G       | uitgeschakeld in de groepsfase   |
| 1R      | uitgeschakeld in de eerste ronde |
| 2R      | uitgeschakeld in de tweede ronde |
| 3R      | uitgeschakeld in de derde ronde  |
| 4R      | uitgeschakeld in de vierde ronde |
| KF      | uitgeschakeld in de kwartfinale  |
| HF      | uitgeschakeld in de halve finale |
| F       | de finale verloren               |
| W       | het toernooi gewonnen            |
| w-v     | winst/verlies-balans             |

### Enkelspel
| toernooi        | 2002 | 2003 |
| --------------- | ---- | ---- |
| Australian Open | –    | 1R   |
| Roland Garros   | –    | 1R   |
| Wimbledon       | 1R   | 1R   |
| US Open         | 1R   | 1R   |

### Dubbelspel
geen deelname